# Vlag van Pahang

Vlag van Pahang

De vlag van Pahang bestaat uit een eenvoudige horizontale tweekleurige vlag met evenredige banden van wit op de bovenste helft en zwart op de onderste helft. Het zwart vertegenwoordigt de officiële kleur van de bendahara, die vroeger de bestuurder van de staat was, terwijl het wit de Sultan van Pahang vertegenwoordigt; het wit over het zwart symboliseert Pahang als een soevereine staat met een koninklijke monarch, evenals de aanwezigheid van speciale privileges, wetten, gewoonten en gedragscodes, en specifieke rechten van de Sultan.
De vlag is in 1903 officieel aangenomen.

## Geschiedenis
Als een voorheen onafhankelijke staat onder de Gefedereerde Maleise Staten nam Pahang een geus of vaandel aan voor gebruik op regeringsschepen, bestaande uit een gekwartierde andreaskruis met de kleuren van de vlag van de staat: Zwart op de meest linkse en rechtse kwartieren, en wit op de bovenste en onderste kwartieren. De fusie van de staat in de Federatie van Malakka in 1948 en de invoering van een uniforme maritieme vlag maakte de Pahang krik overbodig.
Als lid van de Federale Maleisische Staten kreeg Pahang ook een Britse resident en daarmee een vlag voor de resident die in wezen de vlag van de staat was, gevorkt aan de gulp. De vlag is ook verouderd na de afschaffing van de Britse residenten in de staat in 1942 na de Japanse bezetting.

1853 - 1887
1887 - 1903
Standaard van Orang Kaya Perba Jelai
Britse residentiële vlag (1853 - 1957)
Geus